# Kamen (Sliven)
Kamen (Bulgaars: Камен) is een dorp in Bulgarije. Het is gelegen in de gemeente Sliven, oblast Sliven. Het dorp ligt 11 km ten zuidoosten van de provinciehoofdstad Sliven en 253 km ten oosten van Sofia.

## Bevolking
In de eerste volkstelling van 1934 registreerde het dorp 1.019 inwoners. Vanaf 1956 schommelt het inwonersaantal tussen de 1.200 à 1.350 personen. Op 31 december 2019 telde het dorp 1.286 inwoners.
Van de 1.308 inwoners reageerden er 624 op de optionele volkstelling van 2011. Van deze 624 respondenten identificeerden 375 personen zichzelf als Bulgaren (60,1%), gevolgd door 237 etnische Roma (38%) en 12 ondefinieerbare respondenten (1,9%).
Van de 1.308 inwoners in februari 2011 werden geteld, waren er 304 jonger dan 15 jaar oud (23,2%), gevolgd door 758 personen tussen de 15-64 jaar oud (58%) en 246 personen van 65 jaar of ouder (18,8%).